# Rhamphomyia lindneri
Rhamphomyia lindneri är en tvåvingeart som beskrevs av Bartak 1998. Rhamphomyia lindneri ingår i släktet Rhamphomyia och familjen dansflugor. Inga underarter finns listade i Catalogue of Life.